# 猴山站
猴山站是一个京通线上的铁路车站，位于河北省承德市滦平县虎什哈镇，建于1975年，目前为四等站，邮政编码为068256。目前客运：办理旅客乘降；不办理行李、包裹托运；不办理货运营业。
目前，猴山站每天仅有1次列车在此办理客运业务，即北京北——承德的4471（4）次，14:31到达本站，停车2分。19:58终到承德。